# Infiltrat
Infiltrat (títol original, The Infiltrator) és una pel·lícula de thriller dramàtic biogràfic estatunidenc del 2016 dirigida per Brad Furman i escrita per la seva mare Ellen Brown Furman. La pel·lícula està basada en l'autobiografia homònima de Robert Mazur, un agent especial de la duana dels Estats Units, que als anys vuitanta va ajudar a destruir l'organització de blanqueig de diners de Pablo Escobar fent-se passar clandestinament per un empresari corrupte. La pel·lícula és protagonitzada per Bryan Cranston com a Mazur, juntament amb Diane Kruger, Benjamin Bratt, John Leguizamo, Saïd Taghmaoui, Joe Gilgun i Amy Ryan en papers secundaris. S'ha doblat al valencià per a À Punt.
El rodatge va començar el 23 de febrer de 2015 a Londres. Tant Mazur com Cranston van rebre crèdits de productors executius. La pel·lícula es va exhibir al Tampa Theatre de Tampa (Florida) el 6 de juliol de 2016 i es va estrenar la setmana següent als cinemes. La pel·lícula va rebre una resposta generalment positiva per part de la crítica, però una resposta pobra per part del públic, ja que va recaptar 22 milions de dòlars per un pressupost d'entre 28 i 47 milions de dòlars.